# 町長選挙
『町長選挙』（ちょうちょうせんきょ）は、奥田英朗による日本の短編小説集、およびその表題作。

## 概要
「精神科医・伊良部シリーズ」の3作目。収録作品は以下の4作品。
- オーナー（『オール讀物』2005年1月号）
- アンポンマン（『オール讀物』2005年4月号）
- カリスマ稼業（『オール讀物』2005年7月号）
- 町長選挙（『オール讀物』2006年1月号）

単行本が2006年4月に文藝春秋より刊行され、2009年3月に文春文庫に収録された。
2009年10月、フジテレビ「ノイタミナ」枠で『空中ブランコ』のタイトルでシリーズがアニメ化される。本作からは「オーナー」が第10話でアニメ化される。

## 登場人物
伊良部 一郎（いらぶ いちろう）
伊良部総合病院の神経科医師。「カリスマ稼業」の時点で37歳。伊良部総合病院は戦前から名門として知られており、病院の裏手で幼稚園も経営している。神経科は病院の地下にある。デブで、注射が好き。『いらっしゃーい』と甲高い声で患者を招き入れる。性格は5歳児並である。両親を「おとうさん」「おかあさん」と呼び、一度拗ねて引きこもると、母親が出てくるまで直らないマザコンであるが、「母親を呼ぶ」と脅されるとすぐに部屋から出てくるなど畏怖の対象でもある。
マユミ
伊良部の助手の看護師。ミニの白衣を身にまとったスタイルの良い若い女。伊良部のことなら大抵知り尽くしている。
「オーナー」で初めてまともなセリフが登場し、「アンポンマン」ではギターのローンがある、パンクバンドを始めたと語るなど私生活の一面が垣間見える。
田辺 満雄（たなべ みつお）
「オーナー」主人公。78歳。あだ名はナベマン。「大日本新聞」の代表取締役会長で、プロ野球球団「東京グレート・パワーズ」のオーナー。死への不安を抱いており、棺桶を連想させる暗闇と狭い場所が怖く不眠症に悩まされる。神経科の専門医として伊良部を紹介され、受診する。医師会の理事である伊良部の父親とは知り合い。
安保 貴明（あんぽ たかあき）
「アンポンマン」主人公。小太りの体型から、あだ名はアンポンマン。東大在学中に、インターネットのホームページ作成サービスの会社「ライブファスト社」を立ち上げ、瞬く間に急成長し、IT長者に成り上がった。プロ野球チームの買収騒動で一躍有名になり、著書「稼いで悪いか!」がベストセラーとなった。文字を書く習慣がないので、平仮名がどんなだったか思い出せず、症状を心配した秘書により神経科を受診する。
白木 カオル（しらき カオル）
「カリスマ稼業」主人公。女優。44歳。元・東京歌劇団員。若さと美貌をいつまで維持できるか気に病んでいる。カロリーを抑えた食事を取っているが、周りに見栄を張ってつい脂っこいものを食べてしまった時など、一刻も早く消費しなければ落ち着かない。付き人の久美はマユミとバンド仲間。
宮崎 良平（みやざき りょうへい）
「町長選挙」主人公。東京都庁職員。9カ月前に、離島研修のため伊豆半島沖合の島・千寿島に出向してきた。任期は2年。役場の職員は全員二つの派閥にきっぱり分かれており、互いを罵り合う勢力争いに辟易する。熾烈な争いを繰り広げる町長選挙が繰り広げられ、両陣営から支持者になるよう迫られる。食欲不振と胃痛に悩まされ、島に来た伊良部に相談する。

## オーディオブック
2011年10月14日発売、ダイスクリエイティブ。キャストはつきねこ座のメンバー。
声は、左がつきねこ座でのキャラクター名、右の括弧内が声優名。
CDという媒体のみならず、オトバンクの『FeBe』で配信されている。「オーナー」はCDには収録されておらず、『FeBe』でのみ視聴購入可能である。
伊良部
声 - J太（CV：坂巻学）
マユミ
声 - しのぶ（CV：森谷里美）
語り
声 - サトシ（CV：市来光弘）

### アンポンマン
貴明
声 - うみぶた劇団員（CV：寺井智之）
美由紀
声 - さつき（CV：阿久津加菜）

### カリスマ稼業
カオル
声 - ジュリア（CV：山本綾）
奈緒
声 - のぞみ（CV：五十嵐裕美）
久美
声 - バーバラ（CV：桑門そら）
こと美
声 - 加藤優里

### 町長選挙
良平
声 - ガイネ（CV：越田直樹）
磯田課長
声 - 佐々健太
岩田社長
声 - 菊本平
小林課長
声 - 山口翔平

### オーナー
満雄
声 - 山本兼平
木下
声 - 金子森